# Elisabeth Ekman (sminkör)
Elisabeth Ekman, folkbokförd Ulla Elisabet Ekman, ogift Orrheim, född 3 maj 1947 i Östersunds församling i Jämtlands län, är en svensk sminkör och maskör.
Elisabeth Ekman är dotter till journalisten Olle Orrheim och Ann-Mari, ogift Arnesson. Hon började sin yrkesbana som sminkör och maskör under namnet Elisabeth Orrheim i slutet av 1960-talet med filmproduktioner som Kråkguldet (1969) och På rymmen med Pippi Långstrump (1970). Senare har hon under namnet Elisabeth Ekman arbetat inom både film och tv, med produktioner som Trolltider (1979), Ebba och Didrik (1990), Sunes jul (1991), Rederiet (från 1992), Sunes sommar (1993), Svensson Svensson – filmen (1997), Trolösa (2000), Pelle Svanslös och den stora skattjakten (2000) och Styckmordet – Berättelsen om en rättsskandal (2005).
Hon är sedan 1973 gift med regissören Mikael Ekman (född 1943), bror till Gösta Ekman (den yngre). Makarna fick två barn tillsammans, dottern Maja Ekman (1971–2020) och sonen Mårten Ekman (född 1973).

## Filmografi i urval
- 1969 – Kråkguldet (sminkör)
- 1969 – Made in Sweden (sminkör)
- 1970 – På rymmen med Pippi Långstrump (sminkör)
- 1970 – En kärlekshistoria (sminkör)
- 1971 – Vill så gärna tro (sminkör)
- 1971 – Någon att älska (sminkör)
- 1978 – Hur bär du dig åt, människa?! (sminkör)
- 1979 – Trolltider (sminkör)
- 1986 – Anmäld försvunnen (sminkör)
- 1986 – Kunglig toilette (sminkör)
- 1988 – VD (TV-serie) (sminkör)
- 1990 – Ebba och Didrik (maskör)
- 1991 – Sunes jul (TV-serie) (sminkör)
- 1992 – Kvällspressen (TV-serie) (sminkör)
- 1992 – Rederiet (TV-serie) (sminkör)
- 1993 – Sunes sommar (sminkör)
- 1995 – Radioskugga (TV-serie) (sminkör)
- 1997 – Svensson Svensson – filmen (maskör)
- 1997 – Pelle Svanslös (TV-serie) (sminkör)
- 1998 – Pistvakt – En vintersaga (TV-serie) (sminkör)
- 1999 – Ett litet rött paket (TV-serie) (sminkör)
- 2000 – Trolösa (maskör)
- 2000 – Pelle Svanslös och den stora skattjakten (maskör)
- 2002 – Skeppsholmen (TV-serie) (sminkör)
- 2005 – Styckmordet (maskör)